# Fleuron

Álló és fekvő borostyánlevél formájú fleuron.

A fleuron a könyvnyomtatásban használt kis arabeszkek és más kisebb díszítések, címerpajzsok elnevezése.
Amennyiben a számítógépes kiadványszerkesztésben használjuk, úgy a levél formájú szív szimbólumot jelenti. Három változat a leggyakoribb:
- Floral heart bullet: ❦ (U+2766)
- Reversed rotated floral heart bullet: ☙ (U+2619)
- Rotated floral heart bullet: ❧ (U+2767)